# General Conesa (Buenos Aires)
Pour les articles homonymes, voir General Conesa.
General Conesa est une localité argentine située dans le partido de Tordillo, dans la province de Buenos Aires.

## Toponymie
Le village porte le nom du général Emilio Conesa, un acteur de premier plan dans les guerres civiles argentines et dans la lutte contre les populations indigènes.

## Démographie
La localité compte 1 302 habitants (Indec, 2010), ce qui représente une augmentation de 7,7 % par rapport au recensement précédent de 2001 qui comptait 1 209 habitants.

## Religion
| Diocèse  | Chascomús               |
| -------- | ----------------------- |
| Paroisse | Nuestra Señora de Luján |